# كانتون بوليفار (مانابي)
كانتون بوليفار (بالإنجليزية: Bolívar Canton, Manabí)‏ هو كانتون في الإكوادور، يتبع مقاطعة مانابي.